# Johann Friedrich Rock
Johann Friedrich Rock (* 25. Oktober 1678 in Oberwälden bei Göppingen; † 2. März 1749 in Gelnhausen) war ein deutscher Pietist und Mystiker. Rock war der bekannteste Vertreter der mystisch-separatistischen Inspirationsbewegung.

## Leben und Wirken
Rock stammte aus einem wohl lutherisch geprägten Pfarrhaus. Auf seiner Gesellenwanderung als Sattler kam er in Berlin (1702) unter dem Einfluss der Lektüre Johann Arndts in nähere Berührung mit dem kirchlich orientierten Pietismus. Nach Württemberg zurückgekehrt, schloss er sich dem Kreis um den separatistischen Inspirierten Diakon Eberhard Ludwig Gruber in Großbottwar bei Marbach/Neckar an. Als Gruber 1706 seines Amtes enthoben wurde, emigrierte er mit einigen seiner Anhänger, unter ihnen auch Rock, in die Grafschaft Isenburg-Büdingen, die – ähnlich wie Graf Casimir zu Sayn-Wittgenstein-Berleburg und nicht nur aus ökonomischen Gründen – in den ersten Jahrzehnten des 18. Jahrhunderts Pietisten, Sektierern und Separatisten der vielfältigsten und unterschiedlichsten Einfärbung dauerhafte Zuflucht bot.
Hier lebte der inzwischen gräfliche Hofsattler Rock eher still und zurückgezogen, bis zu seinem ersten eigenen Inspirationserlebnis (1714) unter dem Einfluss erster Inspirationsgemeinden in Deutschland, die sich in größerer Zahl (10) seit 1711 in der Wetterau zusammengefunden hatten. Kennzeichen der „Werkzeuge“ (des Geistes) genannten Inspirierten sind im Trancezustand und unter extremen körperlichen Erscheinungen (Glossolalie, Zuckungen, Gliederverrenkungen, Kreischen, Wälzen u. ä.) direkt empfangene Offenbarungen Gottes, der sich neben dem Zeugnis der Schrift so stets neu durch seine „Werkzeuge“ offenbart. Rock selbst redete, nach Wiedergabe Johann Heinrich Jung-Stillings (1740–1817), „ziemlich zusammenhängend und ganz im Ton alttestamentlicher Propheten“, „daß selbst Hochmann (von Hochenau) weit hinter ihm blieb“ (vgl. u. S. 35).
Rock wurde in der Folge das bedeutendste „Werkzeug“ der sich um ihn sammelnden „wahren Inspirationsgemeinde“. Über 900 sogenannte „Aussprachen“ Rocks sind erhalten, von einigen Schreibern, die ihn ständig begleiteten, mitgeschrieben und gedruckt. Die „inspirierten Reden“ führten in der Folge zu einer erheblichen Zunahme inspirierter Gemeinden auch außerhalb Isenburg-Büdingens, Rock selbst wurde der bekannteste Inspirierte seiner Zeit mit breiter Wirksamkeit (94 „Missions“-Reisen in Deutschland und in die Schweiz), noch über Jahrzehnte hinweg.
Abgesehen von der Art des direkten Empfangs seiner „göttlichen Mitteilungen“ war Rock als Prediger eher ein Vertreter der stillen Mystik, der inneren Einkehr zu Gott in Demut und Stille. „Alle seine Rede zielte auf Buße und Bekehrung, nach den Grundsätzen der Mystiker und [...] enthielten nichts, was der Bibellehre zuwiderlief.“ (Jung-Stilling, ebd.) Das mag die Sympathie erklären, die Pietisten wie Friedrich Christoph Oetinger, Nikolaus von Zinzendorf, und selbst Johann Konrad Dippel erkennen ließen.
Jenseits des Umfelds pietistischer Gruppierungen des frühen 18. Jahrhunderts verdient Rock Beachtung aufgrund der Mitschrift und der Dokumentierung gesprochener deutscher Sprache, deren Einfluss bis weit in das Jahrhundert reicht.

## Werke
- Ulf Michael Schneider (Hrsg.): Wie ihn Gott geführt und auf die Wege der Inspiration gebracht habe. Autobiographische Schriften, Kleine Texte des Pietismus, Band 1, Leipzig 1999 (Kommentierte Neuausgabe der wichtigsten autobiographischen Schriften)